# Riley B. Smith
Riley B. Smith (West Hills, Los Angeles, 2 september 2005) is een Amerikaans jeugdacteur.

## Biografie
Smith werd geboren in West Hills, een wijk in San Fernando Valley, als zoon van bluesgitarist Josh Smith.
Smith begon in 2009 met acteren in de televisieserie The Middle, waarna hij nog meerdere rollen speelde in televisieseries en films. Zo heeft hij in 2010 samen met Jennifer Lopez  gespeeld in de film The Back-up Plan. Hij is vooral bekend van zijn rol als Ralph Dineen in de televisieserie Scorpion, waar hij al in 82 afleveringen speelde (2014-2018).